# Salvia dorrii
Salvia dorrii es una planta perenne de la familia de las lamiáceas. Es originaria de las áreas montañosas del oeste de los Estados Unidos y noroeste de Arizona, endontrándose principalmente en la Gran Cuenca y sur del Desierto de Mojave, donde crece en los suelos secos y bien drenados. Algunas de estas especies se encuentran también en Aquarius Plateau región del sur de Utah.

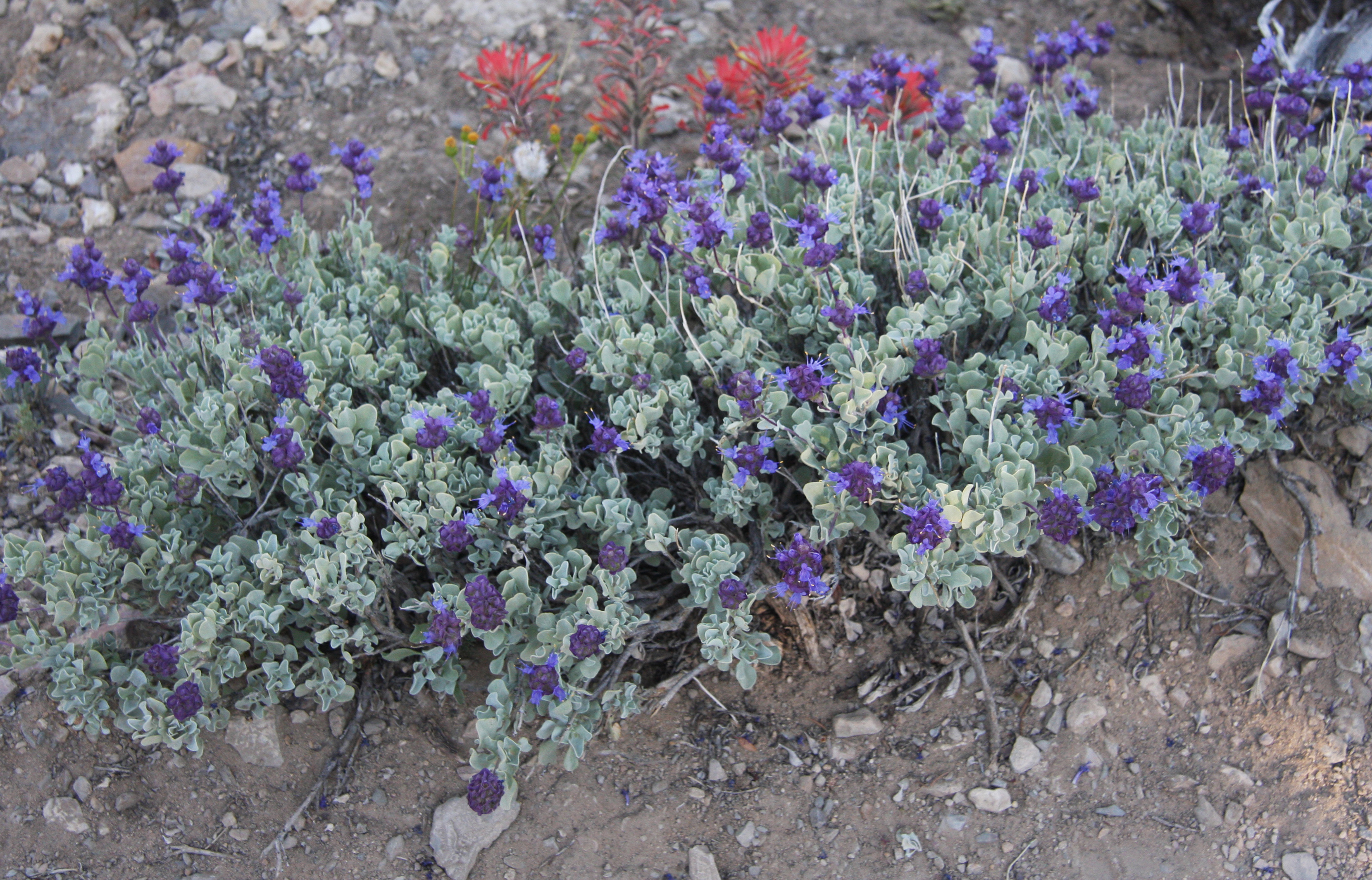
Salvia dorii en hábitat montañoso.

## Descripción

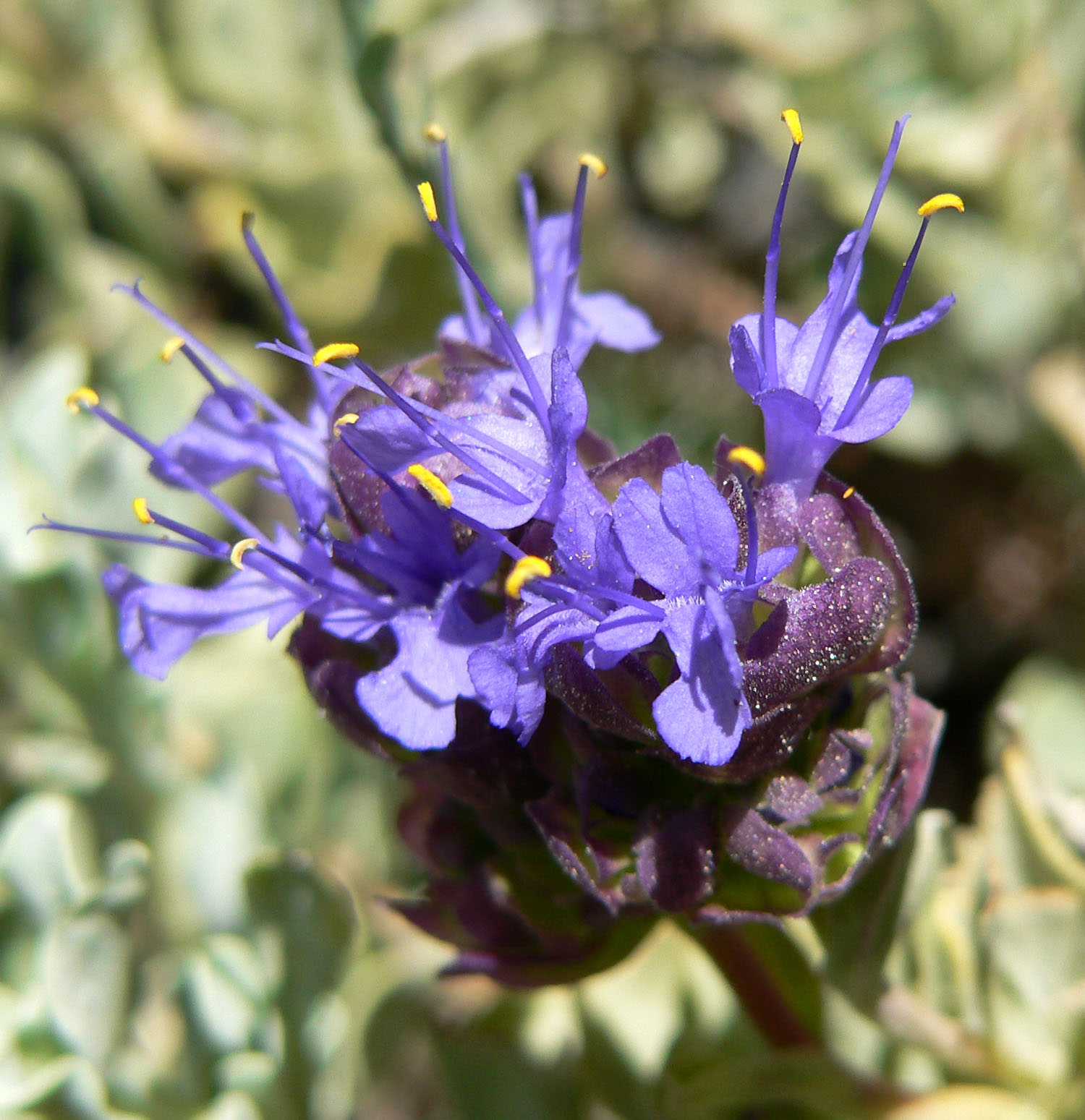
Salvia dorii, flor.

Salvia dorrii es un subarbusto leñoso que alcanza los 30-90 cm de altura y anchura. Las hojas de color verde grisáceo son estrechas y lanceoladas, cónicas en la base y redondeadas en la punta, y tiene un margen liso y redondo. Son generalmente basales, y con una longitud de 1-3 cm. Tienen un intenso pero agradable y ligeramente embriagador aroma a menta, el perfume se libera cuando el follaje se maneja o se rompe. La inflorescencia está formada por racimos de numerosas flores de color púrpura que son bilaterales. Las flores permanecen en las plantas después de la polinización, las flores restante quedan disecadas durante algunas semanas o meses después de la floración. Las inflorescencias tienen un gran parecido con los pequeños sauces de color púrpura.

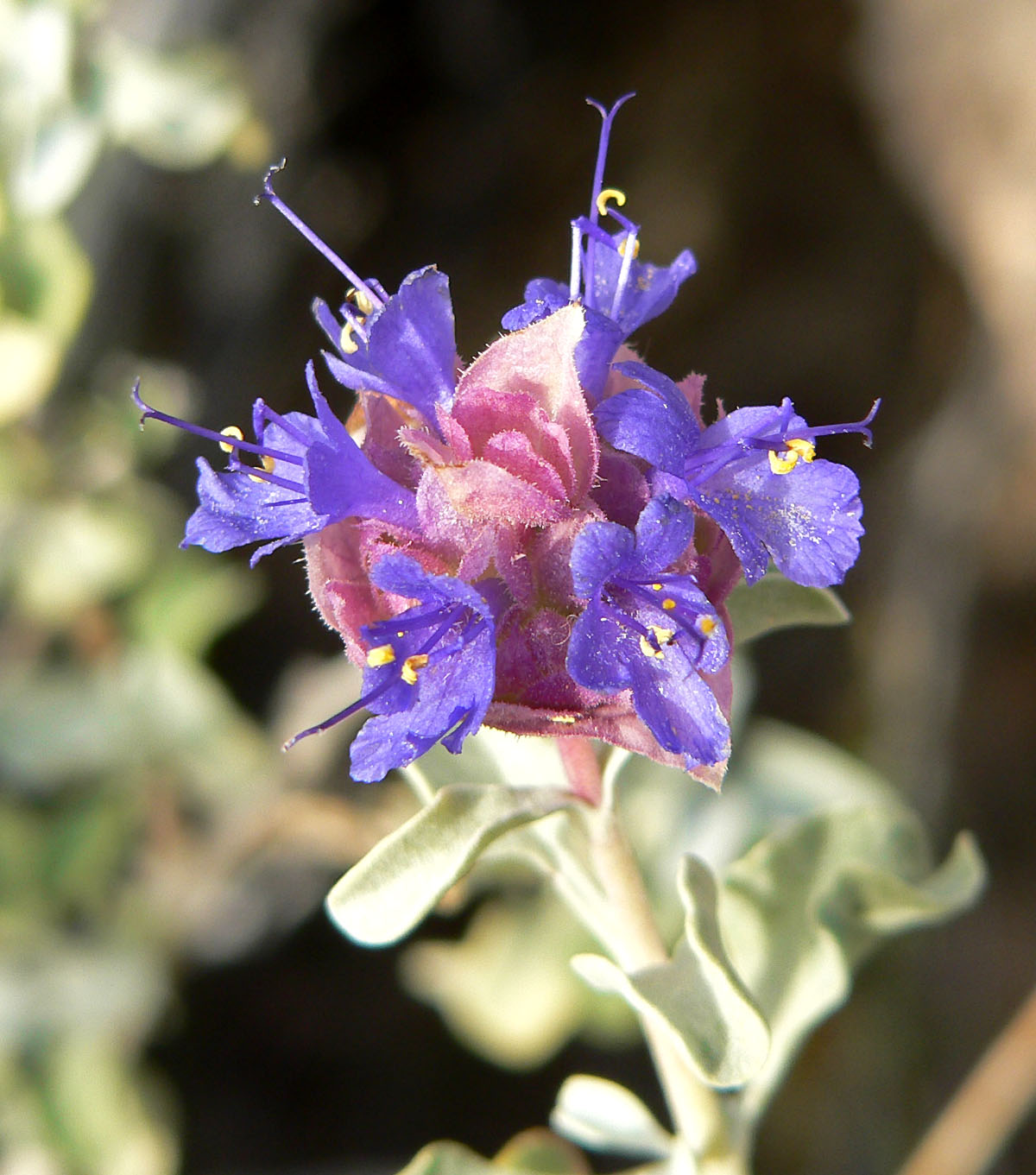
Inflorescencia.

Las plantas de Salvia dorrii forman grandes y fuertemente ramificados montículos hemisféricos de 90 a 120 cm de diámetro en suelos drenados de arena a lo largo del sureste de Escalante, Utah.Escalante, Utah.

## Ecología y reproducción
Salvia dorrii es una planta poco común y con poblaciones aisladas en toda su área de distribución que requiere un suelo bien drenado y seco, pleno sol, poca agua y altas temperaturas en verano. En Utah, que sólo aparece en poblaciones restringidas y aisladas, en abruptos cañones y arroyos cerca de Moab (Utah) y Escalante (Utah). Es mucho más común en el sur de Utah y norte de Arizona. Se producen en las laderas secas de las zonas con suelos arenosos lavados y riberas de arroyos en todo el Oeste de las Montañas, con el agua muy poco frecuente en toda la temporada de crecimiento.

## Usos y toxicidad
Algunos de los componentes químicos que se encuentran en Salvia dorrii incluye salvidorol y dos epímeros abietano diterpenos.

## Taxonomía
Salvia dorrii fue descrita por (Kellogg) Abrams y publicado en Illustrated Flora of the Pacific States 3: 639. 1951.
Etimología
Ver: Salvia
Variedades
- Salvia dorrii subsp. dorrii
- Salvia dorrii var. incana (Benth.) Strachan
- Salvia dorrii subsp. mearnsii (Britton) D.C.McClint.
- Salvia dorrii var. pilosa (A.Gray) Strachan & Reveal

Sinonimia
- Audibertia dorrii Kellogg	 basónimo
- Audibertiella dorrii (Kellogg) Briq.
- Ramona dorrii (Kellogg) Briq.[9][10]

var. incana (Benth.) Strachan
- Audibertia incana Benth.
- Audibertiella incana (Benth.) Briq.
- Ramona incana (Benth.) Briq.
- Salvia carnosa Douglas ex Greene

subsp. mearnsii (Britton) D.C.McClint.
- Audibertia mearnsii Britton
- Salvia carnosa subsp. mearnsii (Britton) Epling
- Salvia carnosa var. mearnsii (Britton) Epling
- Salvia dorrii var. mearnsii (Britton) L.D.Benson

var. pilosa (A.Gray) Strachan & Reveal
- Audibertia incana var. pilosa A.Gray
- Ramona pilosa (A.Gray) Abrams
- Salvia carnosa subsp. pilosa (A.Gray) Epling
- Salvia carnosa var. pilosa (A.Gray) H.M.Hall